# Casalgrasso
Casalgrasso är en ort och kommun i provinsen Cuneo i regionen Piemonte i Italien. Kommunen hade 1 438 invånare (2018).